# My Funny Valentine (Beverly Hills, 90210)
My Funny Valentine is de negentiende aflevering van het zevende seizoen van het tienerdrama Beverly Hills, 90210, die voor het eerst werd uitgezonden op 12 februari 1997.

## Verhaal
Kelly komt binnen bij Tom en ze wil gezellig met hem joggen. Net voordat ze willen gaan, belt Valerie en vraagt Tom om naar hem toe te komen omdat ze hem nodig heeft. De moeder van Valerie, Abby, komt langs en Tom is de enige die weet hoe de relatie is tussen Valerie en de moeder. Tom besluit om naar haar toe te gaan, Kelly balend achterlatend. Valerie vraagt aan Brandon of hij Abby van het vliegveld kan halen, zij heeft hier totaal geen zin in. Brandon brengt Abby vanaf het vliegveld naar de club en dit vindt Valerie niet echt fijn omdat zij Abby op dat moment niet aankan en denkt dat Abby iets van plan is. Uiteindelijk blijkt dat Abby de handtekening nodig heeft van Valerie om een tweede hypotheek te kunnen aanvragen. Valerie wordt boos op haar en zegt haar dat ze niet echt tactvol is om dit zo te brengen en snauwt haar toe dat ze het huis maar moet verkopen aangezien Valerie toch geen fijne herinneringen heeft aan dat huis. Later in de club komt Valerie naar Kelly toe en smeekt haar Tom te laten gaan omdat zij hem nodig heeft. Kelly ziet dat ze het meent en ze laat Tom los. Nu kunnen Valerie en Tom weer samen zijn.
Donna zit in een depressie en ligt de hele tijd in haar bed. Clare probeert haar eruit te krijgen wat niet lukt en als David langskomt en haar Valentijncadeaus wil geven wil ze er nog niet uit. David verlaat teleurgesteld haar huis. Dan komt Cliff langs, de brandweerman die haar gered heeft een tijd geleden. Ze is plotseling helemaal hersteld en springt uit bed en ontmoet hem met een grote glimlach. Ze gaan samen wandelen en Donna vertelt hem dat ze een vriend heeft maar dit weerhoudt Cliff er niet van om haar te blijven zien. Donna en Cliff komen weer bij het huis van Donna en komen dan David tegen, die erg verbaasd is hen samen te zien en dat Donna weer opgeknapt is. Donna zweert aan David dat zij niet wist dat hij zou komen en dat er geen contact meer was tussen hen. David denkt er het zijne van en gaat weg. Later op de avond is Donna in de club en ziet David, ze hebben niet echt een goed gesprek en Donna verlaat de club en gaat naar de Peach Pitt. Daar ziet ze Cliff en gaat naar hem toe, ze blijven met elkaar flirten en ze spreken weer af voor de volgende avond.
Steve en Dick zijn momenteel beste vrienden en dit vindt Clare best wel eng, aangezien Dick wel houdt van een jointje op zijn tijd. Clare wil beslist niet dat Steve dit ook gaat nemen en vertelt hem dat. Als Steve en Dick buiten zijn en Dick een joint aanbiedt gaat Steve toch overstag.
Tracy blijft de nacht over bij Brandon en Brandon vertelt dat hij een verrassing heeft voor haar en moet het gaan halen. Tracy heeft het koud en Brandon vertelt dat in de la een T-shirt ligt dat ze kan pakken. Ze zoekt in de la en vindt dan de verlovingsring die Brandon in het verleden aan Kelly wilde geven. Dit weet Tracy niet en daarom denkt ze dat dit de verrassing is waar Brandon het over had. Als Brandon nietsvermoedend terugkomt en Tracy daar helemaal glunderend ziet staan en ze zegt: "Ja, ik wil", dan snapt hij het even niet, maar dan ziet hij de ring in haar handen.

## Rolverdeling
- Jason Priestley - Brandon Walsh
- Jennie Garth - Kelly Taylor
- Ian Ziering - Steve Sanders
- Brian Austin Green - David Silver
- Tori Spelling - Donna Martin
- Tiffani Thiessen - Valerie Malone
- Joe E. Tata - Nat Bussichio
- Kathleen Robertson - Clare Arnold
- Jill Novick - Tracy Gaylian
- Dan Gauthier - Dick Harrison
- Michelle Phillips - Abby Malone
- Kane Picoy - Tom Miller
- Julie Nathanson - Ellen Fogerty
- Greg Vaughan - Cliff Yeager
- Luther Vandross - Zichzelf (muzikale gast)